# June Cochran
June Cochran (Indianápolis, Indiana, 20 de febrero de 1942-Madison, Wisconsin, 21 de mayo de 2004) fue una modelo y reina de belleza estadounidense. 
Cochran ganó el concurso de belleza Miss Indiana USA en 1960, pero no fue colocada en la competición nacional. Más tarde, fue Playmate del mes para la revista Playboy en su número de diciembre de 1962, y Playmate del Año para 1963. Fue fotografiada por Don Bronstein. Fue también Conejita Playboy en el club de Chicago.